# 철원 철새 도래지
철원 철새 도래지는 대한민국 강원특별자치도 철원군에 있는 천연기념물이다.